# Вілья-де-Лейва
Вілья-де-Лейва (ісп. Villa de Leyva) — місто й муніципалітет у колумбійській провінції Рікаурте (департамент Бояка).

## Географія
Місто розташовано за 20 кілометрів на північний захід від адміністративного центру департаменту, міста Тунха. Муніципалітет межує на півночі з муніципалітетами Гачантіва й Аркабуко, на північному заході — з муніципалітетом Санта-Софія, на заході — з муніципалітетом Сутамарчан, на півдні — з муніципалітетом Сачіка, на сході — з муніципалітетом Чікіса.

## Демографія
Динаміка чисельності населення муніципалітету за роками:
| 12,032                                 | 12,430 | 12,839 | 13,261 | 13,684 | 14,125 | 14 578 | 15,027 | 15,502 | 15,983 | 16,478 |
| В період з 2005 по 2015 рік (тис. ос.) |        |        |        |        |        |        |        |        |        |        |